# Воранавски рејон
Воранавски рејон (блр. Воранаўскі раён; рус. Вороновский район) административна је јединица другог нивоа у северном делу Гродњенске области у Републици Белорусији. 
Административни центар рејона је варошица Воранава.

## Географија
Воранавски рејон обухвата територију површине 1.418,39 км² и на 11. је месту по површини међу рејонима Гродњенске области. Граничи се са Шчучинским рејоном на југозападу, Лидским на југу и Ивјевским на југоистоку, док је на северу међународна граница са Литванијом (са два гранична прелаза).  
Највећи део рејона налази се у подручју Лидске равнице, и карактерише га углавном равничарски рељеф. Просечне надморске висине кређу се између 160 и 180 метара, а највиша тачка је код села Тракели на југу рејона и лежи на 215 метара висине. Просечне јануарске температуре су око -5,8 °C, а јулске око 17,7 °C. Просечна годишња сума падавина је око 615 мм. Вегетациони период траје 193 дана. Најважнији водотоци су реке Жижма и Дитва са својим мањим притокама. Под шумамам је око 26% територије. 

## Историја
Рејон је основан 15. јануара 1940. године и првобитно је био део тадашње Барановичке области, а у границама Гродњенске области је од 20. септембра 1944. године. Године 1962. овом рејону је присаједињена територија некадашњег Радуњског рејона.

## Демографија
Према резултатима пописа из 2009. на том подручју стално је било насељено 30.477 становника или у просеку 21,49 ст/км².
| 1959.  | 1970.  | 1979.  | 1989.  | 1999.  | 2009.  |
| ------ | ------ | ------ | ------ | ------ | ------ |
| 49.213 | 48.943 | 45.621 | 38.671 | 37.621 | 30.477 |

Рејон је готово у целости насељен Пољацима који чине чак 80,77% популације. Следе Белоруси (13,0%), Руси (3,02%), Литванци (1,55%) и остали (1,66%).
Административно, рејон је подељен на подручје варошица Воранаве (која је уједно и административни центар рејона) и Радуња и на 13 сеоских општина. На територији рејона постоји укупно 338 насељених места.

## Саобраћај
Преко територије рејона пролазе железнички и друмски правац Воранава—Вилњус, те друм Гродно—Радуњ—Вилњус.